# Chibchella
Chibchella is een geslacht van rechtvleugeligen uit de familie sabelsprinkhanen (Tettigoniidae). De wetenschappelijke naam van dit geslacht is voor het eerst geldig gepubliceerd in 1927 door Hebard.

## Soorten
Het geslacht Chibchella omvat de volgende soorten:
- Chibchella annulipes Beier, 1960
- Chibchella femorata Hebard, 1933
- Chibchella nigrospecula Montealegre-Z. & Morris, 1999
- Chibchella personata Hebard, 1927